# Canton de Toulon-5
Le canton de Toulon 5e Canton est un ancien canton français situé dans le département du Var et la région Provence-Alpes-Côte d'Azur.

## Géographie
Ce canton était organisé autour de Toulon dans l'arrondissement de Toulon. Son altitude variait de 0 m (Toulon) à 589 m (Toulon) pour une altitude moyenne de 1 m.

## Histoire
Canton créé en 1964 (décret du 28 janvier 1964) - Division des cantons Toulon-1 et Toulon-3.

## Administration
| Période           | Conseiller            | Parti        | Qualité |
| ----------------- | --------------------- | ------------ | --- |
| 1964-1973         | Maurice Arreckx       | RI           | Commerçant Ancien conseiller général du Canton de Toulon-3 (1958-1964)                                                                                     |
| 1973-1977 (décès) | Aymeric Simon-Lorière | UDR puis RPR | Attaché parlementaire de Michel Debré Député (1973-1977) Maire de Sainte-Maxime (1971-1977)                                                                |
| 1977-1998         | Marcel Massi          | UDF-CDS      | Adjoint au maire de Toulon |
| 1998-2004         | Dominique Michel      | FN puis DVD  | Chef d'entreprise Adjoint au maire de Toulon |
| 2004-2015         | Robert Cavanna        | UMP          | Maître de conférences à l’Université du Sud Toulon-Var Adjoint au maire de Toulon Vice-Président du Conseil Général Elu en 2015 dans le Canton de Toulon-1 |

## Composition
Le canton de Toulon-5 contenait une partie de commune et comptait 11 859 habitants (recensement de 2010 sans doubles comptes).
| Communes                                          | Population (2012) | Code postal | Code Insee |
| ------------------------------------------------- | ----------------- | ----------- | ---------- |
| Toulon (chef-lieu du canton), fraction de commune | 11 859            | 83000       | 83137      |

## Démographie
| 1962 | 1968 | 1975 | 1982 | 1990   | 1999   | 2006   | 2009 |
| ---- | ---- | ---- | ---- | ------ | ------ | ------ | ---- |
| -    | -    | -    | -    | 13 476 | 10 136 | 12 750 | -    |